# Nacidos Para Creer Tour
El caos
El Nacidos Para Creer Tour fue la octava gira musical de la cantautora española Amaia Montero y la cuarta como solista, en promoción de su álbum de estudio Nacidos Para Creer, lanzado en 2018.

## El Tour
Tras el final del Tour Si dios quiere yo también, Montero inició la composición de su cuarto disco en solitario titulado Nacidos Para Creer, fue lanzado el 1 de junio del 2018 posicionándose en el puesto número 1 de ventas en España y en 9 países más, como Uruguay, Chile, Argentina, Colombia, entre otros.
El tour contó con  canciones de su etapa en solitario, "Contigo no me voy", "Fuiste algo importante", "Inevitable" o "Mirando al mar", mientras que de su antigua banda La Oreja de Van Gogh interpretó los clásicos de su carrera  "La Playa", "Puedes contar conmigo" o "El 28". 
La gira se dio inicio el 9 de junio en Renedo de Piélagos, Cantabria, se esperaba una gran actuación por parte de la artista, sin embargo, el show fue un rotundo fracaso pues se la acusó de actuar bajo los efectos del alcohol. Pese a esto hubo buena afluencia de personas en los posteriores conciertos.
Debido a que la gira no inicio de buena manera, a las constantes críticas por sus actuaciones y su supuesto cambio físico, Montero optó por cancelar la gira Española, conformándose solo con 11 fechas y  confirmando su presencia en  Argentina, Chile y Uruguay.
El 8 de febrero se inició la gira sudamericana en la ciudad de Arauco, Chile, cambiando el repertorio que interpretó en España. 
El tour finalizó el 10 de agosto del 2019 en Asunción, Paraguay, de manera inesperada pues según palabras de la artista continuaría con el tour por toda lationoamerica.

## Repertorio
| Tour España 2018 |
| ---------------- |
| s                |

| Tour América 2019 |
| --- |
| Setlist 2 1. Intro 2. Cuestión de suerte / La Excepción (Cover de Gustavo Cerati) 3. Darte mi vida 4. Deseos de cosas imposibles 5. Ave Fénix 6. Mirando al mar 7. Me equivoqué 8. Vistas Al Mar 9. La playa 10. Quiero ser 11. Azul Eléctrico 12. Muñeca de trapo 13. Rosas 14. Tu mirada 15. La bahía del silencio 16. Palabras 17. Inevitable 18. Nacidos para creer 19. La Enredadera 20. Puedes contar conmigo |

## Fechas de la gira
| 9 de junio de 2018       | Renedo de Piélagos      | España    | Carpa Recinto de Fiestas   |
| 20 de julio de 2018      | Villanueva de la Serena | España    | Recinto Ferial             |
| 11 de agosto de 2018     | San Sebastián           | España    | Explanada Sagües           |
| 12 de agosto de 2018     | Pinto                   | España    | Auditorio Juan Carlos I    |
| 15 de agosto de 2018     | Monforte de Lemos       | España    | Explanada de la Compañía   |
| 23 de agosto de 2018     | Poyo                    | España    | Praza da Granxa de Campelo |
| 29 de agosto de 2018     | Cieza                   | España    | Plaza de España            |
| 31 de agosto de 2018     | Tarazona                | España    | Plaza de toros             |
| 8 de septiembre de 2018  | Béjar                   | España    | Recinto ferial             |
| 15 de septiembre de 2018 | Mejorada del Campo      | España    | Recinto ferial             |
| 21 de septiembre de 2018 | Barcelona               | España    | Avinguda María Cristina    |
| Latinoamérica Tour 2019  |                         |           |                            |
| 8 de febrero de 2019     | Arauco                  | Chile     | Medialuna de Arauco        |
| 10 de febrero de 2019    | Santa María             | Argentina | Anfiteatro Municipal       |
| 13 de febrero de 2019    | Coquimbo                | Chile     | Enjoy Coquimbo             |
| 14 de febrero de 2019    | Viña del Mar            | Chile     | Enjoy Viña                 |
| 16 de febrero de 2019    | Colón                   | Argentina | Parque Herminio Quiroz     |
| 18 de febrero de 2019    | Mar del Plata           | Argentina | Espacio Clarín             |
| 23 de febrero de 2019    | Monte Patria            | Chile     | Embalse La Paloma          |
| 21 de abril de 2019      | Bahía Blanca            | Argentina | Puerto Ingeniero White     |
| 3 de mayo de 2019        | Rancagua                | Chile     | Arena Monticello           |
| 10 de mayo de 2019       | Arica                   | Chile     | Casino Arica               |
| 17 de mayo de 2019       | Montevideo              | Uruguay   | Teatro El Galpón           |
| 6 de junio de 2019       | Córdoba                 | Argentina | Casa Naranja               |
| 8 de junio de 2019       | Buenos Aires            | Argentina | Teatro Coliseo             |
| 13 de junio de 2019      | Mendoza                 | Argentina | Stadium Arena Maipú        |
| 15 de junio de 2019      | Córdoba                 | Argentina | Espacio Quality            |
| 19 de junio de 2019      | Lima                    | Perú      | Centro de convenciones     |
| 22 de junio de 2019      | Corrientes              | Argentina | El Playón de Hangar        |
| 23 de junio de 2019      | Tucumán                 | Argentina | Teatro Mercedes Sosa       |
| 3 de agosto de 2019      | Cali                    | Colombia  | Estadio de Sóftbol         |
| 10 de agosto de 2019     | Asunción                | Paraguay  | Teatro BCP                 |

## Conciertos cancelados y/o reprogramados
| Fecha                   | Ciudad, País  | Recinto        | Motivo |
| ----------------------- | ------------- | -------------- | --- |
| 8 de septiembre de 2018 | Béjar, España | Recinto Ferial | Debido a dificultades climaticas, la lluvia finalmente provocó la suspensión del concierto que la cantante iba a ofrecer en el Recinto Ferial de Béjar donde se esperaba un aforo lleno |